# Gargamelle

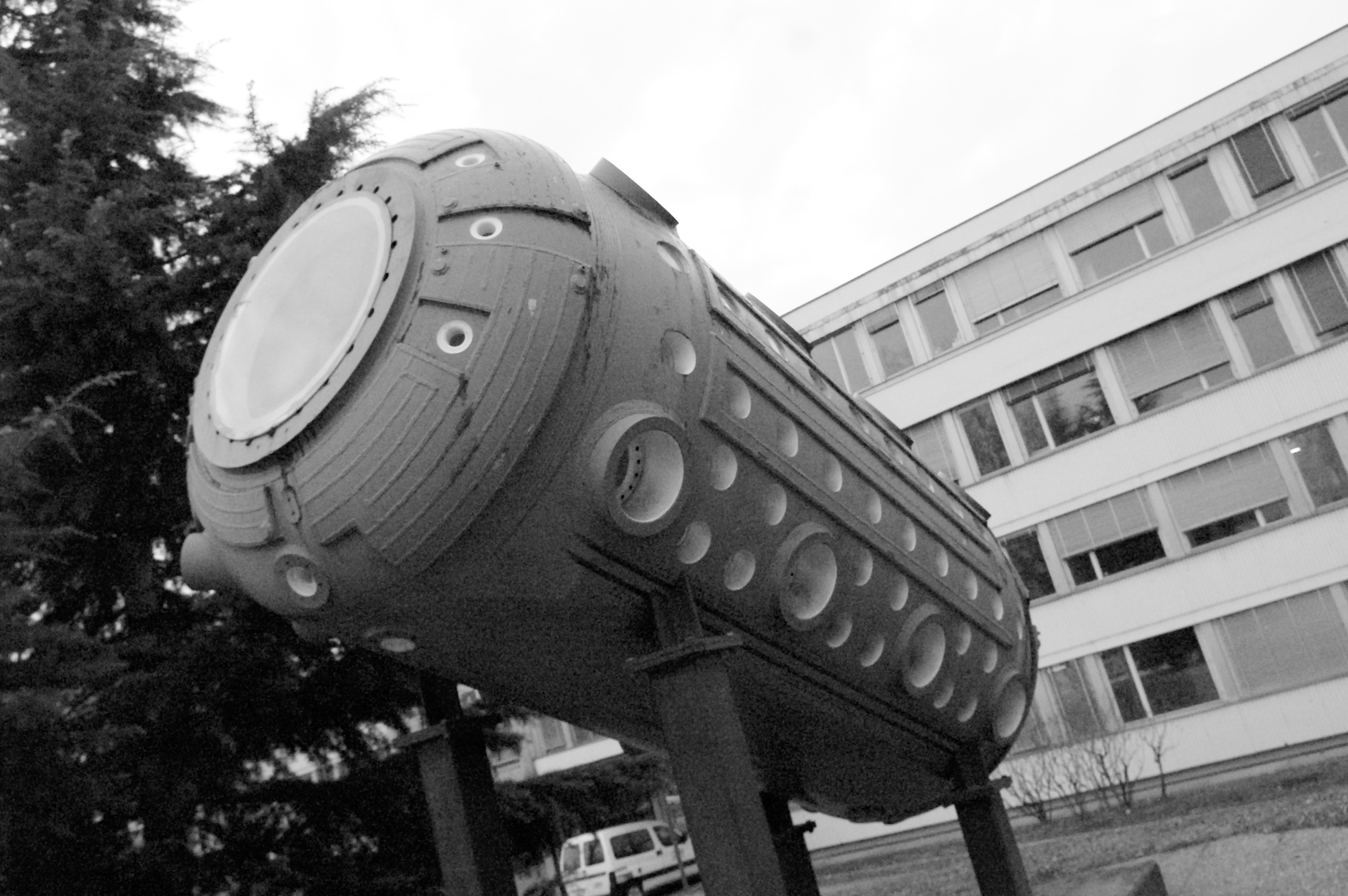
Gargamelle, nyní v muzeu CERNu Mikrokosmos.

Gargamelle byla obří bublinková komora v CERNU, určená především pro detekci neutrinových interakcí. Postavena byla ve Francii, v průměru má téměř 2 metry, na délku 4,8 metru. V Gargamelle bylo téměř 12 kubických metrů Halonu 1301 (CF3Br). Použití těžké kapaliny, spíše než obvyklejšího kapalného vodíku znamenalo vyšší pravděpodobnost neutrinové interakce, stejně jako snadnější identifikaci mionů oproti pionům.
Koncepce a výstavba obří bublinkové komory jako Gargamelle a BEBC byla založena na základě poznatků získaných prostřednictvím výstavby a provozu 30cm vodíkové komory, která přišla do provozu v CERNu v roce 1960, a následně o čtyři roky později zprovozněné dvoumetrové vodíkové komory.
Gargamelle byla provozována od roku 1970 do roku 1978 s mionovými neutrinovými paprsky produkovanými urychlovačem Proton Synchrotron. Tyto experimenty vedly k jednomu z nejdůležitějších objevů v CERNu, experimentálnímu pozorování slabých neutrálních proudů, které bylo oznámeno v červenci 1973, krátce po jejich teoretické predikci.
Pro experiment bylo analyzováno zhruba 83000 neutrinových události a bylo pozorováno 102 neutrálně nabitých událostí. Podpisem neutrálně nabité události byl ojedinělý vrchol, z nějž byly produkovány pouze hadrony.
Jméno komory se odvíjí od obryně Gargamelle v díle Françoise Rabelaise, šlo o matku obra Gargantuy.